# Histoire du pays de Bitche
L'histoire du pays de Bitche commence avec les premières occupations humaines du territoire correspondant à celui actuel.

## Moyen Âge

### Duché de Lorraine
Des récits attestent de la présence d’un château à Bitche possédé par les Ducs de Lorraine.
Le château de Philippsbourg est construit au XIIe siècle sur ordre du comte de Lutzelbourg et fut détruit par un violent incendie en 1654.
Le château du Waldeck qui fut construit au XIIIe siècle par les Seigneurs de Kirkel.

## Temps modernes

### Révoltes paysannes
Le territoire est témoin de révoltes paysannes.

## XIXesiècle

### Guerre franco-prussienne
La Citadelle de Bitche résiste aux troupes allemandes pendant la Guerre franco-allemande de 1870.

## XXesiècle

### Entre-deux-guerres
Plusieurs forts de la Ligne Maginot, tels que le Simserhof et le Fort Casso, sont construits au Pays de Bitche.

### Seconde Guerre mondiale
Le territoire est libéré durant l’Hiver 1944-45.